# Отто Валлін
Отто Валлін (швед. Otto Wallin; 21 листопада 1990, Сундсвалль) — шведський професійний боксер.

## Професіональна кар'єра
Отто Валлін не досяг значних висот на аматорському рингу, не зумів кваліфікуватися на Олімпійські ігри 2012 і у віці 22 роки перейшов до професійного боксу. 21 квітня 2018 року виграв вакантний титул чемпіона Європейського Союзу у важкій вазі.

### Валлін проти Ф'юрі
Британський боксер Тайсон Ф'юрі після нічиєї в першому бою з чемпіоном світу Деонтеєм Вайлдером перед реваншем вирішив провести пару проміжних боїв і влітку 2019 року обрав у суперники Отто Валліна. Бій відбувся 14 вересня.
Валлін програв бій одностайним рішенням суддів — 116–112, 117–111 і 118–110. Але бій з Валліном вийшов для Ф'юрі не таким простим, як зафіксували суддівські картки. У 3 раунді Тайсон отримав після лівого бокового Отто сильне розсічення над правим оком, і кров почала заливати обличчя британця. У 6 раунді суддя навіть призупинив бій для того, щоб Тайсону прочистили рану. Валлін намагався скористатися шансом на перемогу, що йому випав, і увесь час до кінця бою намагався поцілити у розсічення. Втім Ф'юрі боксував краще і довів бій до перемоги.